# Stella Almondo
 (mars 2023).
Stella Almondo, née le 12 juin 2006, est une pianiste monégasque.

## Biographie
Nommée jeune artiste Steinway & Sons à l'âge de 16 ans, Stella Almondo est une jeune pianiste. Artiste chez Naïve Records, elle a été invitée à se produire à de nombreux festivals tels que Les Nuits Musicales du Suquet, le Festival de Saint Paul de Vence, le Festival Printemps des arts de Monte-Carlo ou encore Les Heures Musicales de Biot, où elle donna un récital avec Gautier Capuçon. Elle s'est également fait remarquer lors du Monte-Carlo Gala for Planetary Health pour la Fondation du Albert II de Monaco et la Fondation Princesse Charlène de Monaco au Palais Princier ainsi qu'au Grimaldi Forum.   
Stella Almondo se produit à l'étranger, notamment avec l'Orchestre Symphonique d'Helsinborg, ou encore avec l'orchestre Slovak Sinfonietta en Slovaquie sous la baguette de Misha Katz. Elle s'est produite avec l'Orchestre national de Cannes.  
A l'âge de 16 ans, elle donne un concert à l'hôtel Hermitage de Monaco retransmis sur Radio Classique, et enregistre à la Salle Gaveau un récital diffusé sur C8, Canal +, Deutsche Grammophon+, Olympia TV et Mezzo. Elle est admise au Conservatoire national supérieur de musique et de danse de Paris la même année. 
Elle a également participé en 2020 à la finale de l'émission Prodiges diffusée sur France 2[réf. nécessaire]. 

### Études
Issue du Conservatoire à rayonnement régional de Nice, elle a obtenu son DEM[Quoi ?] à l'âge de 14 ans et étudie depuis dans la classe d'Igor Lazko à la Schola Cantorum. Admise au Conservatoire national supérieur de musique et de danse de Paris, elle y poursuit ses études depuis septembre 2023.
Stella Almondo a travaillé avec de nombreux professeurs tels que Jacques Rouvier, Mira Marchenko, Marie-Josèphe Jude, Vincenzo Balzani, Akiko Ebi, Rena Shereshevskaya, Nicolas Bringuier, Philippe Bianconi, Grigory Gruzmann, Philippe Raskin ou Natalia Trull.